# Beatriz de Vicente
Beatriz de Vicente de Castro (Madrid, 1968) es una criminóloga, abogada penalista, letrada del turno de oficio, máster en investigación y análisis criminal, profesora universitaria, podcaster y divulgadora española. Es conocida por su participación en medios de comunicación como experta en criminología, análisis del comportamiento criminal y derecho penal, así como por su labor académica y profesional en el ámbito jurídico-criminológico.

## Biografía
Nacida en Madrid, hija del Doctor Pedro de Vicente y la Acuarelista Teresa De Castro, Beatriz de Vicente se licenció en Derecho en la Universidad Complutense de Madrid, donde posteriormente también obtuvo formación como experta en Criminología, disciplina en la que ha centrado gran parte de su actividad profesional. Tras obtener el Master en Investigación y Análisis Criminal, actualmente está en fase de doctorado en criminología. A lo largo de los años, ha sido profesora de Criminología y Derecho Penal en distintas instituciones académicas, impartiendo clases actualmente en la Universidad Camilo José Cela en el grado de Criminología y seguridad, ha impartido conferencias sobre perfilación criminal, fenomenología criminal en materia de criminalidad violenta y sexual, psicopatología forense y análisis del delito.Actualmente es además creadora de contenidos en su podcast Bestias y ha publicado diversas obras de investigación.
De Vicente ejerce como abogada penalista y también en el turno de oficio penal. Como criminóloga, su trabajo se ha centrado en el estudio del comportamiento delictivo, con especial interés en la psicopatología criminal, los delitos violentos y la criminalidad sexual. Además, ha trabajado en colaboración con fuerzas de seguridad y servicios jurídicos en labores de asesoramiento criminológico.
Una parte significativa de su notoriedad pública proviene de su participación habitual en programas de televisión, radio y otros medios, en los que analiza desde una perspectiva criminológica los aspectos psicológicos, sociales y jurídicos de la crónica de sucesos. Ha sido colaboradora en espacios como Cuarto Milenio, Equipo de investigación, Espejo público y otros programas de análisis y actualidad criminal como Más Vale Tarde.
Su estilo directo y su capacidad para explicar con claridad fenómenos complejos del ámbito delictivo le han convertido en una de las voces más reconocidas del panorama mediático en lo referente a criminología.
Beatriz de Vicente ha publicado artículos, ensayos y libros en el ámbito del derecho penal y la criminología, orientados tanto al público académico como al general. Sus escritos tratan temas como el perfil criminal, la violencia de genero, la criminalidad violenta y sexual y la fenomenología criminal, a través del análisis de casos reales desde una perspectiva criminológica .